# Eupithecia derogata
Eupithecia derogata es una especie de polilla de la familia Geometridae. La especie fue descrita por primera vez por William Schaus habiendo sido descrita en 1913, con distribución en Costa Rica. El sintipo de la especie fue descrita en los alrededores de Avangarez, distrito de Juan Viñas.

## Descripción
Es una polilla pequeña, con una envergadura de unos 22 metros (866,1 plg). El margen costal de las alas anteriores es de color gris oscuro, con líneas transversales oscuras. Las alas posteriores tienen un margen costal muy arqueado con una fóvea grande que contiene vellos largos, doblada hacia afuera y producida por encima de la vena 4 con amplias líneas de oscuras antemedial, medial y posmedial. Por debajo las alas son de color gris blanquecino.
Las antenas son pectinadas. Sus palpos y la cabeza son de color ocre ante. El tórax y el abdomen es gris oscuro, irritados con color negruzco ceniza con líneas segmentarias más oscuras y algunas sombras de color marrón claro en la patagia.